# Die (quận)
Quận Die là một quận của Pháp, nằm ở tỉnh Drôme, trong vùng Rhône-Alpes. Quận này có 9 tổng và 104 xã.

## Các đơn vị hành chính

### Các tổng
Các tổng của quận Die là: 
1. Bourdeaux
2. La Chapelle-en-Vercors
3. Châtillon-en-Diois
4. Crest-Nord
5. Crest-Sud
6. Die
7. Luc-en-Diois
8. La Motte-Chalancon
9. Saillans

### Các xã
Các xã của quận Die, và mã INSEE là: 
| 1. Aix-en-Diois (26001)             | 2. Allex (26006)                    | 3. Aouste-sur-Sye (26011)           |
| 4. Arnayon (26012)                  | 5. Aubenasson (26015)               | 6. Aucelon (26017)                  |
| 7. Aurel (26019)                    | 8. Autichamp (26021)                | 9. Barnave (26025)                  |
| 10. Barsac (26027)                  | 11. Beaufort-sur-Gervanne (26035)   | 12. Beaumont-en-Diois (26036)       |
| 13. Beaurières (26040)              | 14. Bellegarde-en-Diois (26047)     | 15. Boulc (26055)                   |
| 16. Bourdeaux (26056)               | 17. Bouvières (26060)               | 18. Brette (26062)                  |
| 19. Bézaudun-sur-Bîne (26051)       | 20. Chabrillan (26065)              | 21. Chalancon (26067)               |
| 22. Chamaloc (26069)                | 23. Charens (26076)                 | 24. Chastel-Arnaud (26080)          |
| 25. Châtillon-en-Diois (26086)      | 26. Cobonne (26098)                 | 27. Crest (26108)                   |
| 28. Crupies (26111)                 | 29. Die (26113)                     | 30. Divajeu (26115)                 |
| 31. Espenel (26122)                 | 32. Establet (26123)                | 33. Eurre (26125)                   |
| 34. Eygluy-Escoulin (26128)         | 35. Francillon-sur-Roubion (26137)  | 36. Félines-sur-Rimandoule (26134)  |
| 37. Gigors-et-Lozeron (26141)       | 38. Glandage (26142)                | 39. Grane (26144)                   |
| 40. Gumiane (26147)                 | 41. Jonchères (26152)               | 42. La Bâtie-des-Fonds (26030)      |
| 43. La Chapelle-en-Vercors (26074)  | 44. La Chaudière (26090)            | 45. La Motte-Chalancon (26215)      |
| 46. La Roche-sur-Grane (26277)      | 47. La Répara-Auriples (26020)      | 48. Laval-d'Aix (26159)             |
| 49. Le Poët-Célard (26241)          | 50. Les Prés (26255)                | 51. Les Tonils (26351)              |
| 52. Lesches-en-Diois (26164)        | 53. Luc-en-Diois (26167)            | 54. Lus-la-Croix-Haute (26168)      |
| 55. Marignac-en-Diois (26175)       | 56. Menglon (26178)                 | 57. Mirabel-et-Blacons (26183)      |
| 58. Miscon (26186)                  | 59. Molières-Glandaz (26187)        | 60. Montclar-sur-Gervanne (26195)   |
| 61. Montlaur-en-Diois (26204)       | 62. Montmaur-en-Diois (26205)       | 63. Montoison (26208)               |
| 64. Mornans (26214)                 | 65. Omblèze (26221)                 | 66. Ourches (26224)                 |
| 67. Pennes-le-Sec (26228)           | 68. Piégros-la-Clastre (26234)      | 69. Plan-de-Baix (26240)            |
| 70. Ponet-et-Saint-Auban (26246)    | 71. Pontaix (26248)                 | 72. Poyols (26253)                  |
| 73. Pradelle (26254)                | 74. Puy-Saint-Martin (26258)        | 75. Recoubeau-Jansac (26262)        |
| 76. Rimon-et-Savel (26266)          | 77. Rochefourchat (26274)           | 78. Romeyer (26282)                 |
| 79. Rottier (26283)                 | 80. Saillans (26289)                | 81. Saint-Agnan-en-Vercors (26290)  |
| 82. Saint-Andéol (26291)            | 83. Saint-Benoit-en-Diois (26296)   | 84. Saint-Dizier-en-Diois (26300)   |
| 85. Saint-Julien-en-Quint (26308)   | 86. Saint-Julien-en-Vercors (26309) | 87. Saint-Martin-en-Vercors (26315) |
| 88. Saint-Nazaire-le-Désert (26321) | 89. Saint-Roman (26327)             | 90. Saint-Sauveur-en-Diois (26328)  |
| 91. Sainte-Croix (26299)            | 92. Saou (26336)                    | 93. Soyans (26344)                  |
| 94. Suze (26346)                    | 95. Treschenu-Creyers (26354)       | 96. Truinas (26356)                 |
| 97. Vachères-en-Quint (26359)       | 98. Val-Maravel (26136)             | 99. Valdrôme (26361)                |
| 100. Vassieux-en-Vercors (26364)    | 101. Vaunaveys-la-Rochette (26365)  | 102. Vercheny (26368)               |
| 103. Volvent (26378)                | 104. Véronne (26371)                |                                     |